# Nína Dögg Filippusdóttir
Nína Dögg Filippusdóttir, född 25 februari 1974 i Reykjavik, är en isländsk skådespelare. Hon är mest känd för sin roll i filmen Children och som Agnes i serien Fångade.

## Filmografi (i urval)
| År   | Titel                | Roll          | Anmärkning |
| ---- | -------------------- | ------------- | ---------- |
| 2001 | Villiljós            | Auður         |            |
| 2002 | Hafið                | María         |            |
| 2002 | Stella í framboði    | Hrafnhildur   |            |
| 2005 | The Girl in the Café | Receptionist  | TV-film    |
| 2006 | Children             | Karítas       |            |
| 2007 | Foreldrar            | Sjuksköterska |            |
| 2007 | Skaup                |               | TV-film    |
| 2008 | Country Wedding      | Lára          |            |
| 2010 | King's Road          | Rósa          |            |
| 2010 | Brim                 | Drífa         |            |
| 2011 | Heimsendir           | Sólveig       | Miniserie  |
| 2012 | Áramótaskaup 2012    |               | TV-film    |
| 2015 | Bakk                 | Eygló         |            |
| 2015 | Case                 | Soffía        | TV-serie   |
| 2015 | Fångade              | Agnes         | TV-serie   |
| 2016 | Grafir & Bein        | Sonja         |            |
| 2016 | Heartstone           | Hulda         |            |
| 2017 | Fångar               | Ragga         | TV-serie   |
| 2018 | Kill the Poet        | Nina          |            |